# Albert Seligmann
Albert Seligmann est le deuxième président du Club Bruges KV, un club de football belge. Il dirige le club de 1900 à 1902.

## Présidence du Football Club Brugeois
En plus de la présidence du club, il est élu président de la « Fédération des Deux Flandres » à sa fondation en 18 novembre 1900, et en 1901 il devient membre du comité central de l'Assemblée générale de la fédération de football.
En 1902, à la suite de l'intégration d'anciens membres du Vlaamsche Football Club Brugge, absorbé par le Rapid Football Club (pour former le Cercle Sportif Brugeois), des grosses divergences voient le jour entre les dirigeants brugeois. Albert Seligmann donne sa démission, et laisse le poste de président vacant pendant près d'un an.

## Sources
- Site officiel du Club Bruges KV